# Otto Schmid (Architekt, 1857)

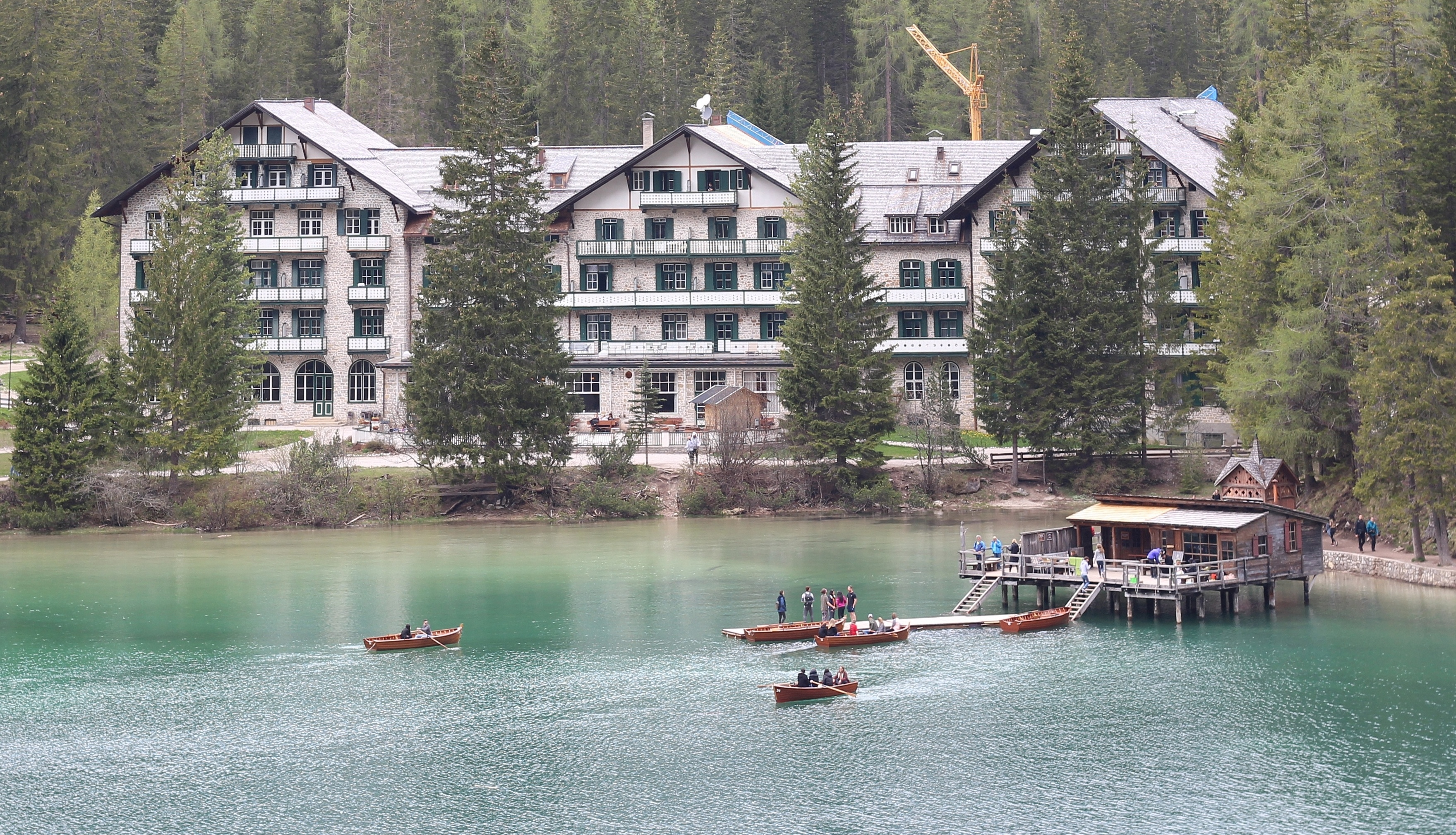
Grandhotel Pragser Wildsee (1899)

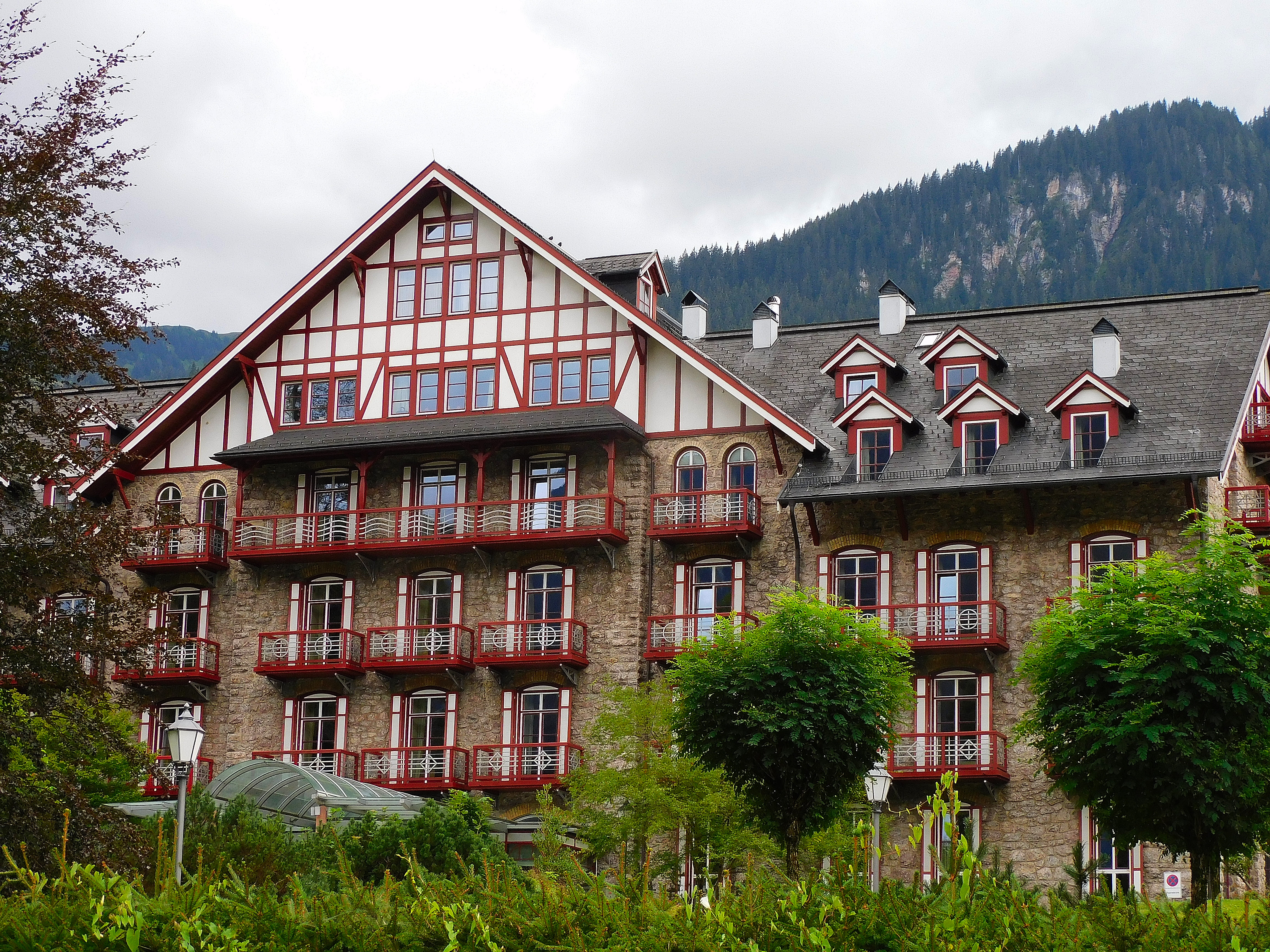
Grand Hotel Kitzbühel (1903)

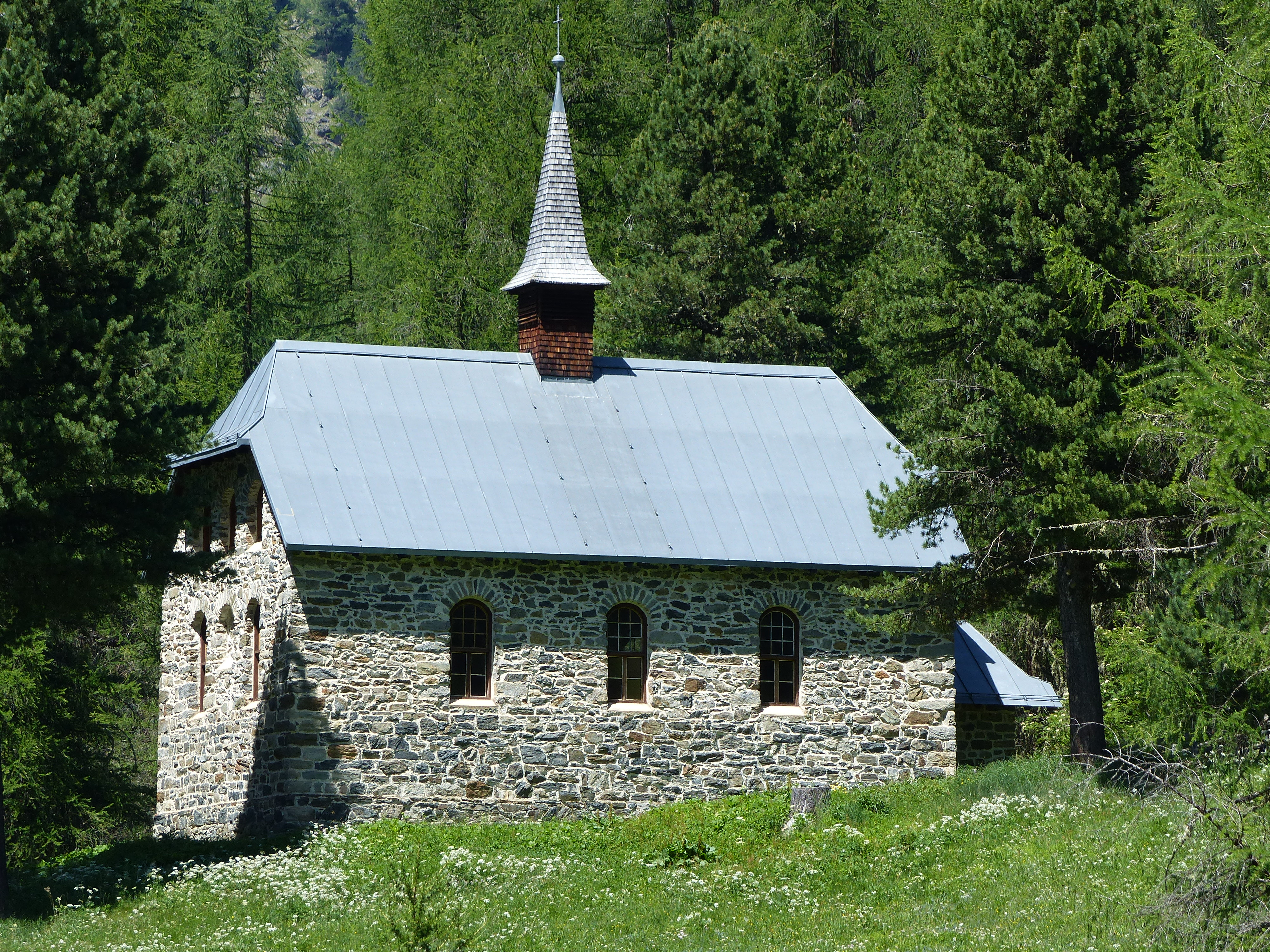
Evangelische Kapelle in Sulden (1904)

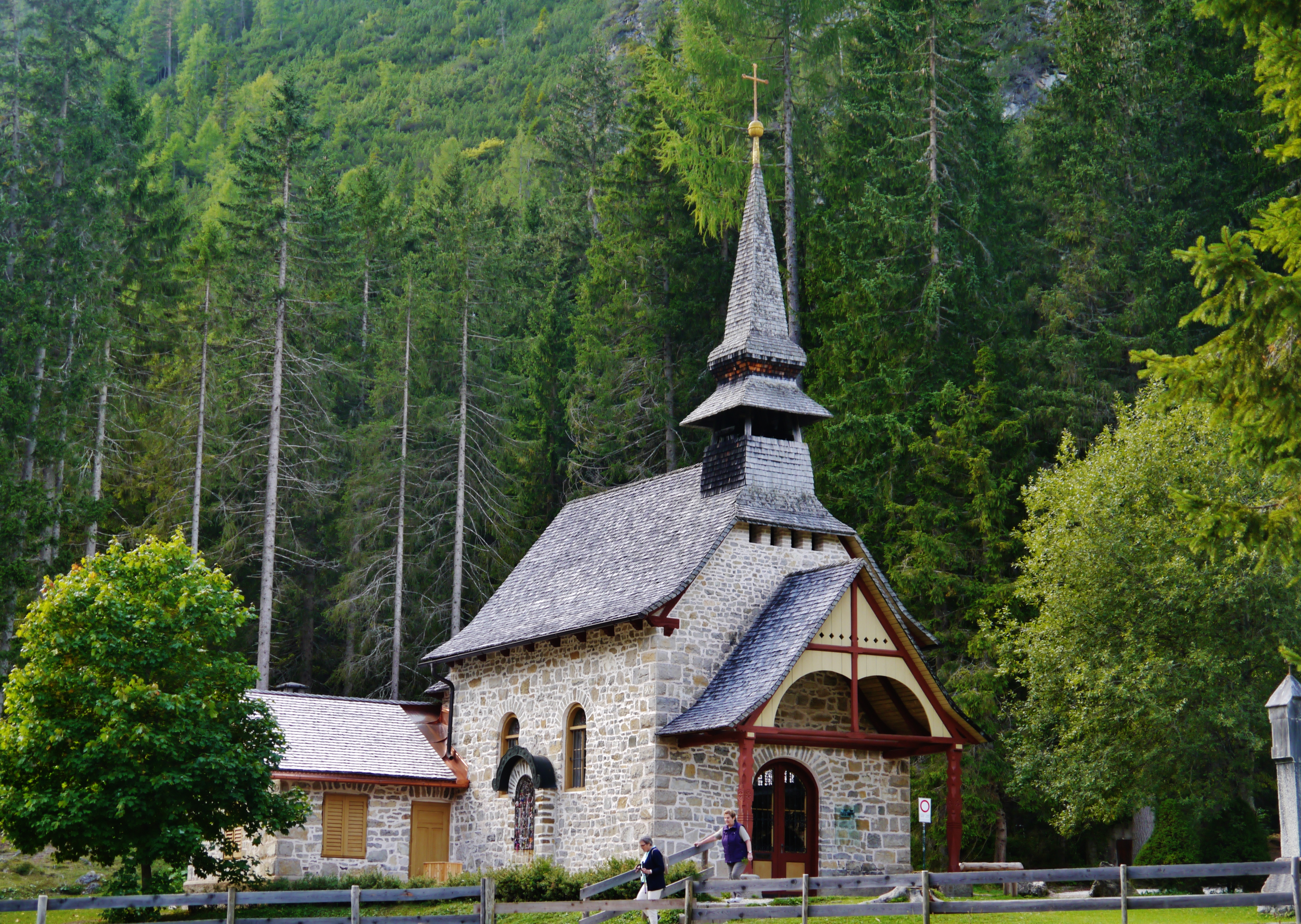
Marienkapelle am Pragser Wildsee (1904)

Otto Schmid (* 27. Juli 1857 in Maria-Lanzendorf; † 18. April 1921 in Sulden) war ein österreichischer Baumeister und Architekt. Er entwarf mehrere bedeutende Großhotels in Tirol.

## Leben und Wirken
Otto Schmid kam in Maria-Lanzendorf im Haus Nr. 38 auf die Welt und wurde am 3. August 1857 auf die Namen Otto Mauritz Raimund getauft; sein Vater Josef Schmid war Inhaber der Kanzelmühle in Maria-Lanzendorf, seine Mutter die Hütteldorfer Müllerstochter Magdalena Kronfuß, verehelichte Schmid. Nach dem Studium der Architektur in Wien sandte ihn sein Lehrer Friedrich Schmidt nach Bozen, wo er an der nach Plänen Schmidts durchgeführten Wiederherstellung von Schloss Runkelstein mitwirkte. In den 1880ern besorgte er eine neugotische Restaurierung von Schloss Enn bei Montan.
Durch die Bekanntschaft mit dem Pionier des Tiroler Fremdenverkehrs, Theodor Christomannos, ergab sich ein neues Betätigungsfeld. Auf eigene Kosten und nach Plänen Schmids erbauten sie als Kompagnons 1891–92 in Sulden auf über 1900 m Höhe das Sulden-Hotel, das 1893 eröffnete. Nachdem Christomannos 1896 seinen halben Anteil an Schmid verkauft hatte, blieb das Hotel bis 1973 in Familienbesitz. 1896 wurde im benachbarten Trafoi das nach Schmids Plänen gebaute Hotel Trafoi eröffnet, finanziert von dem Mitte 1895 in Meran gegründeten Verein für Alpenhotels I. Ranges in Tirol. Am 8. Juni 1897 ehelichte er in Schluderns Rosa Marti, mit der er mehrere Kinder hatte. Die von Schmid im Auftrag der Sektion Hamburg des DÖAV erbaute neue Berglhütte wurde im August 1897 feierlich eröffnet. 1899 folgte die Eröffnung des direkt am Ufer des Pragser Wildsees stehenden Grandhotel Pragser Wildsee, das von Schmid für den aus Niederdorf stammenden Eduard Hellenstainer und dessen Mutter Emma Hellenstainer geplant worden war. 1902 wurde das von Schmid für Amalie Wenter aus Meran entworfene Hotel Pension Wenter in Graun eingeweiht. 1903 öffnete das nach Plänen von Otto Schmid in Kitzbühel gebaute Grand Hotel Kitzbühel. 1904 entstand in Sulden die evangelische Kapelle, im gleichen Jahr folgte die Kapelle am Pragser Wildsee.
Die Zeit des Ersten Weltkriegs war für Schmid mit persönlichen Schicksalsschlägen verbunden: Sein Sohn Gustav starb 1914 bei einem Jagdunfall, sein Sohn Fritz im Gebirgskrieg 1915 durch einen Lawinenabgang unter der Vertainspitze, seine Frau Rosa am 4. Juni 1916 im Alter von nur 44 Jahren. Am 18. April 1921 verstarb Schmid in Sulden, betrauert von seiner zweiten Frau, geb. Schintlholzer, und fünf Kindern.
Einen Eindruck seiner Architektur geben heute noch das Grandhotel Pragser Wildsee (mit immer noch bestehendem Hotelbetrieb) und das Grand Hotel Kitzbühel (heute McKinsey Alpine University), ebenso wie die beiden Kapellen. Das Hotel Trafoi brannte im Jahr 1917 bis auf die Grundmauern ab, das Hotel Pension Wenter versank 1950 im aufgestauten Reschensee, das Sulden-Hotel wurde 1975 vollständig umgebaut. Einige Werke Schmids hielt Tony Grubhofer zeichnerisch fest.

## Werke
So weit bekannt, führte Otto Schmid folgende Bau- und Umbauvorhaben aus (Stand: 2018):
- Um 1884/85 Bauleitung der Restaurierungen von Schloss Runkelstein[17]
- 1884/85–1890 Restaurierungen, An- und Umbauten an Schloss Enn in Montan[17]
- 1892/93 Hotel Sulden samt Möblierung (später: Grandhotel Sulden bzw. Grandhotel Solda, nach 1973 vollständig überbaut) und Elektrizitätswerk des Hotels Sulden[18]
- 1894–1896 Hotel Trafoi (1917 abgebrannt)[19]
- 1894–1896 Hotel Karersee[20]
- 1897 Berglhütte der Sektion Hamburg des Deutschen Alpenvereins[21]
- 1896–1899; 1902/03 Hotel Pragser Wildsee[22]
- 1901 Hotel Pension Wenter, 1902 eröffnet,[23] 1950 wegen der Flutung des Reschensees abgetragen
- 1903–1906 Hotel Kitzbühel (später: Parkhotel Kitzbühel)[24]
- 1904 Kapelle „Zur schmerzhaften Muttergottes“ beim Hotel Pragser Wildsee[25]
- 1904 Evangelisch-protestantische Kapelle in Sulden[26]
- um 1911 Bauleitung bei einem Umbau des Hotels Post in Trafoi[27]